# Квантовий стрибок (телесеріал, 2022)
«Квантовий стрибок» (англ. Quantum Leap) — американський науково-фантастичний телесеріал, що транслювався на NBC. Розроблений Стівеном Лілієном і Браяном Вінбрандтом, це відродження шоу 1989 року, створеного Дональдом П. Беллісаріо. Виконавчі продюсери Беллісаріо, Ліліен і Вінбрандт. Події відбуваються у 2022 році, через тридцять років після закінчення оригінального шоу. Прем'єра телесеріалу відбулася 19 вересня 2022 року.
12 грудня 2022 року NBC продовжив серіал на другий сезон, що складається з 13 епізодів, прем'єра якого відбулася 4 жовтня 2023 року. 5 квітня 2024 року NBC закрив телесеріал після двох сезонів.

## Сюжет
Тридцять років минуло з тих пір, як доктор Сем Беккет зник у прискорювачі Квантовий стрибок. Проект «Квантовий стрибок» було перезапущено з новою командою, яка намагається з'ясувати таємниці Беккета та його машини. З невідомих причин доктор Бен Сонг, провідний фізик нового проекту, завантажив новий програмний код у системи проекту та використав оновлений прискорювач, щоб повернутися в минуле. Він губиться в минулому, як і Беккет, живучи життям інших людей і змінюючи історію в надії повернутися в сьогодення. Співробітниця проекту Еддісон Августин, яка є нареченою Бена, діє як його зв'язок із проектом, представляючись йому як голограма, яку може бачити та чути лише він, так само, як спостерігач попереднього проекту Аль Калавіччі робив для Беккета.

## Актори та персонажі
- Реймонд Лі — Бен Сонг, провідний фізик, який працює над Квантовим стрибком, який застрягає в минулому, стрибаючи в тіла різних людей, а також має часткову амнезію щодо своєї особистості в результаті стрибка.
- Кейтлін Бассетт — Еддісон Августин, наречена Бена та «спостерігач», вона мала стати стрибункою для нового проекту.
- Мейсон Олександр Парк — Ян Райт, головний архітектор штучного інтелекту.
- Нанріса Лі — Дженн Чоу, керівник служби безпеки.
- Ерні Гадсон — Герберт Вільямс, керівник проекту подорожей у часі та ветерана війни у В'єтнамі, до якого Сем Беккет вскочив в епізоді 3 сезону 1990 року оригінального серіалу " Стрибок додому (частина 2) — В'єтнам " (грав Крістофер Кірбі в оригінальному епізоді)
- Пітер Гадіот — Тома Вестфолла (сезон 2), офіцер розвідки армії США, колишнього спецпідрозділу, і нове кохання Аддісон
- Еліза Тейлор — Ханни'а Карсон (сезон 2), яка спочатку працювала офіціанткою в Нью-Мексико в 1949 році, вона добре обізнана з фізикою і з'являється в наступних стрибках у 1955 році (Принстонський університет), 1961 році (Каїр), 1970 році (сільський Нью-Джерсі), 1974 році. (Балтімор), 1976 (Сонома)

## Список сезонів
| Сезон | Епізоди | Епізоди | Оригінальний показ | Оригінальний показ | Rank | Average viewership (in millions) | Ref   |
| Сезон | Епізоди | Епізоди | Перший показ       | Останній показ     | Rank | Average viewership (in millions) | Ref   |
| ----- | ------- | ------- | ------------------ | ------------------ | ---- | -------------------------------- | ----- |
| 1     | 18      | 18      | 19 вересня 2022    | 3 квітня 2023      | 58   | 3.89                             | [ 6 ] |
| 2     | 13      | 13      | 4 жовтня 2023      | 20 лютого 2024     | 66   | 3.56                             | [ 7 ] |